# Kristian Middelboe
Kristian Middelboe (Brunnby, Höganäs, Escània, Suècia, 24 de març de 1881 – Frederiksberg, 20 de maig de 1965) va ser un futbolista danès que va competir a cavall del segle xix i el segle xx. Jugà com a defensa i en el seu palmarès destaca una medalla de plata en la competició de futbol dels Jocs Olímpics de Londres de 1908. Era germà del també futbolista Nils Middelboe.
A la selecció nacional jugà un total de 4 partits, en què no marcà cap gol.